# Sukagawa, Fukushima
Sukagawa (須賀川市 Sukagawa-shi) là một thành phố thuộc tỉnh Fukushima, Nhật Bản.